# Savoure le rouge
Singles de Indochine
La guerre est finie Un jour dans notre vie
Pistes de Un jour dans notre vie
Sur les toits du monde
Savoure le rouge est une chanson d'Indochine parue sur l'album Un jour dans notre vie sorti en mars 1994, écrite par Nicola Sirkis et composée par l'ancien guitariste du groupe, Dominique Nicolas. Le single promotionnel du morceau est disponible le 19 novembre 1993. Ce sera le premier morceau de l'album Un jour dans notre vie.

## Clip
Le clip, réalisé par Marc Caro, a obtenu le Grand Prix du vidéoclip fantastique au festival Fantastica de Gérardmer en 1993. 

## Classements par pays
| Pays     | Meilleure position |
| -------- | ------------------ |
| France   | -                  |
| Belgique | -                  |
| Québec   | -                  |
| Suisse   | -                  |
| Suède    | -                  |